# Xanthorhoe alta
Xanthorhoe alta là một loài bướm đêm trong họ Geometridae.